# Midtbank
Midtbank var en dansk bank, der havde hovedsæde i Herning.
Banken blev grundlagt i 1965 ved en fusion af de fire lokalbanker Herning Hede- og Discontobank, Herning Handels- og Landbrugsbank, Ikast Handels- og Landbrugsbank og Folkebanken for Herning og Omegn.
I 2001 blev Midtbank opkøbt af Svenska Handelsbanken, der ikke førte Midtbank-navnet videre.
Midtbanks tidligere ledelse kom i 2005 i offentlighedens søgelys, da ordførende direktør Steen Hove, bestyrelsesformand Ib Schmidt Hansen, bankdirektør Bjarne Degn og bestyrelsens næstformand Eskild Thygesen blev tiltalt for insiderhandel i forbindelse med Svenska Handelsbankens opkøb af banken. De fire købte Midtbank-aktier tilbage fra Realkredit Danmark. Højesteret frifandt dem i sagen, der blev kaldt danmarkshistoriens største sag om insiderhandel.
56°8′9.71″N 8°58′34.06″Ø / 56.1360306°N 8.9761278°Ø